# Метрополитанска Француска
Метрополитанска Француска (фр. France métropolitaine или фр. la métropole) представља део Француске који се налази у Европи и обухвата континентални део земље, као и оближња острва у Атлантском океану, Енглеском каналу и Средоземном мору, укључујући Корзику.
Са друге стране, Француске прекоморске територије (фр. Département d'outre-mer - Territoire d'outre-mer, скраћено DOM-TOM) представљају групу територија под француским суверенитетом изван територије Метрополитанске Француске и обухватају 4 категорије територија, различитих правних статуса и нивоа аутономије: прекоморски департмани (фр. départements d'outre-mer), прекоморске територије (фр. territoires d'outre-mer), прекоморске заједнице (фр. collectivités d'outre-mer) и Нова Каледонија, заједница sui generis.
Метрополитанска Француска и Француске прекоморске територије заједно чине оно што се званично назива Француска република. Метрополитанска Француска представља 82,2% копнене територије, 3.3% ексклузивне економске зоне и 95,9% укупне популације Француске.
Пет прекоморских департмана - Мартиник, Гваделуп, Реинион, Француска Гвајана и Мајот - уживају исти политички статус као остали департмани метрополитанске Француске. До стицања независности 1962. године, Алжир је такође био део метрополитанске Француске.

## Историја термина
Термин mетрополитанска Француска датира из колонијалног периода земље (од XVI до ХХ века), када се на Француску односио термин "Метропола" (фр. la Métropole), за разлику од својих колонија и протектората, познатијих као "Царство" (фр. l'Empire). Слични термини постојали су да опишу друге европске колонијалне силе (нпр., "metropolitan Britain", "España metropolitana"). Ова употреба речи "метропола" и "метрополитанска" потиче од starogrčke sintagme metropolis (metèr = majka + polis = grad), која је назив за град-државу из које настају колоније широм Медитерана. По аналогији "метрополис" и "метрополитанска" означавају "матицу", нацију или државу насупрот њеним колонијама у иностранству.
Данас постоје неки људи у прекоморској Француској који се противе употреби термина метрополитанска Француска, управо због свог колонијалног порекла, те је радије зову "европска територија Француске" (фр. le territoire européen de la France), на исти начин као документи Европске уније. Исто тако, противе се одношењу према француским прекоморским територијама као према засебним целинама. На пример, ИНСЕЕ је раније за праћење статистике (демографија, економија, итд) користио само копнену Француску, а затим одвојено третирао прекоморске територије, чему су се грађани прекоморских територија противили, тврдећи да пет прекоморских департмана чине у потпуности део Француске. Као резултат тога, од краја 1990-их година, ИНСЕЕ је обухватио пет прекоморских департмана у својим подацима за Француску (као што су укупна популација или БДП). ИНСЕЕ гледа на метрополитанску Француску и пет прекоморских департмана као на "целу Француску" (фр. France entière), где "цела Француска" укључује пет прекоморских департмана, али не укључује друге прекоморске заједнице и територије. Остале гране француске управе могу имати различите дефиниције шта представља "цела Француска". На пример, Министарство унутрашњих послова, приликом објаве изборних резултата, користи термин "цела Француска" мислећи на целу Републике Француске, укључујући све прекоморске територије Француске, а не само пет прекоморских департмана, како то ради ИНСЕЕ.
Такође треба узети у обзир да од када је ИНСЕЕ почео да рачуна статистику за "целу Француску", таква пракса се проширила на међународне институције, те на пример БДП Француске, који објављује Светска банка, укључује метрополитанску Француску и пет прекоморских департмана, а у терминологији користи само термин Француска, а не "цела Француска", како то ради ИНСЕЕ.

## Географија
Метрополитанска Француска обухвата територију од 551,695 km², док Француске прекоморске територије обухватају територију од 119,394 km², што укупно чини 671,089 km² површине Француске републике, не укључујући Аделину земљу (фр. Adélie Land) на Антарктику, где је суверенитет Француске суспендован споразумом из 1959. године.

## Демографија
Од 1. јануара 2013. године, 63,660,000 људи живело је у Метрополитанској Француској, док је у прекоморским територијама живело 2.691.000 људи, што укупно чини 66.351.000 популације Француске републике.